# (46605) 1993 HQ1
(46605) 1993 HQ1 là một tiểu hành tinh nằm ở rìa trong của vành đai chính. Nó được phát hiện bởi Robert H. McNaught ở Đài thiên văn Siding Spring ở Coonabarabran, New South Wales, Australia, ngày 18 tháng 4 năm 1993.